# Arniocera sternecki
Arniocera sternecki är en fjärilsart som beskrevs av Alois Friedrich Rogenhofer 1891. Arniocera sternecki ingår i släktet Arniocera och familjen Thyrididae. Inga underarter finns listade i Catalogue of Life.